# 布雷韋斯 (帕拉州)
1°40′55″S 50°28′48″W / 1.68194°S 50.48000°W
布雷韋斯（葡萄牙語：Breves），是巴西的城鎮，位於該國北部，由帕拉州負責管轄，始建於1738年11月19日，面積9,550平方公里，海拔高度40米，2010年人口92,865，人口密度每平方公里9.72人。